# 小梅、樟湖之戰
小梅、樟湖之戰，是1947年二二八事件的一場戰役，發生於嘉義縣小梅（梅山鄉）、雲林縣古坑鄉樟湖一帶山區。

## 概要
1947年3月14日，陳篡地領導的民軍從斗六退至小梅山中。3月16日，國軍二十一師在小梅以東和民軍發生激戰。過二日，兩軍亦在小梅附近發生激戰。3月19日起，陳篡地為作持久戰，陸續向山地撤退。4月6日，雙方在小梅、樟湖一帶再起戰鬥，結果民軍部隊瓦解。但是小梅、樟湖一帶山區地形複雜，地勢險要，易守難攻，直至5月16日，國軍結束清鄉，陳篡地殘部仍在小梅、樟湖等地進行遊擊戰。

## 註解
1. ↑  小梅是梅山的舊名，日治時代為「小梅庄」，戰後更名為「梅山鄉」。
2. ↑  傅奕銘，《斗六市志》，雲林縣斗六市公所，2006年。